# Lakeland Revival
De Lakeland Revival of Florida Healing Outpouring was een christelijke opwekking die begon op 2 april 2008. De Canadese evangelist en gebedsgenezer Todd Bentley (1976) van de Fresh Fire Ministries was op die datum uitgenodigd door pastor Stephen Strader van de Ignited Church in Lakeland in de Amerikaanse staat Florida. Bentley zou voor de duur van vijf dagen in Lakeland verblijven, maar bleef uiteindelijk zes maanden. De opwekking stond bekend om zijn charismatische uitingen, met extatische en lichamelijke manifestaties, gebedsgenezing en zogenoemde wonderen.
Door uitzendingen op internet (van met name God.tv) werd de opwekking binnen korte tijd over de hele wereld bekend onder pinkstergelovigen en charismatische christenen, die in groten getale naar Lakeland afreisden. Ook gelovigen uit Nederland kwamen naar Lakeland. Onder hen bevonden zich, naar men zegt, twintig Bunschoters en vijfentwintig inwoners uit Almere.
De Lakeland Revival wekt daarmee associaties op met katholieke pelgrimsoorden. Op deze specifieke protestantse plek wilden gelovigen gesticht of opgewekt worden en werd naar genezing gezocht.
In veel opzichten is de Lakeland Revival vergelijkbaar met opwekkingen uit de jaren negentig van de twintigste eeuw, zoals de Toronto Blessing en de Brownsville Revival in Pensacola. De nadruk van de Lakeland Revival lag echter meer op goddelijke genezing en de roep tot evangelisatie. Daarnaast was de Lakeland Revival nauwelijks los te zien van de persoon Todd Bentley, en duurde de opwekking veel korter dan de eerder genoemde opwekkingen.

## Verhalen
Tijdens de opwekking gingen volgens de volksverhalen blinden weer zien, stonden lammen op uit hun rolstoelen en verdwenen tumoren. Een meisje getuigde op de site God.tv dat zij was gebeten door een vampier, en opstond uit de dood. In totaal herrezen volgens de verhalen dertien mensen uit de dood. Eén van hen stond tijdens zijn begrafenis op uit zijn kist terwijl er een uitzending van Bentley werd vertoond. Zowel op internet als op de podia werden getuigenissen van bezoekers en kijkers getoond. Bentley genas ook via de digitale snelweg en satelliet. Terwijl hij zijn handen zegenend op de laptop hield, kwamen er via de chat berichten over genezingen binnen vanuit de hele wereld.
Gelovigen meenden ook gouden tanden te hebben verkregen na hun bezoek aan de Lakeland Revival. Hiervan getuigde onder meer een echtpaar uit Barneveld. Eerder vertelde Yvette Lont dat zij tijdens de Toronto Blessing, die zij bezocht, een gouden tand had gekregen. Gelovigen meenden plotseling een gouden (of platina of zilveren) vulling of kies te hebben gekregen. Soms verscheen er zelfs een afbeelding van een duif of een kruis op of in een tand. Wetenschappelijk gezien is hier sprake van ostension: volkskundigen hebben herhaaldelijk laten zien hoe een bestaand verhaal (in dit geval over het spontaan ontstaan van gouden tanden) door een verteller wordt getransformeerd tot een zelfbeleefde ik-vertelling.
Deze tijdens en na de Lakeland Revival geuite volksverhalen worden wetenschappelijk als moderne exempelen aangeduid: exemplarische verhalen die een spiritueel bewijs zouden moeten leveren.

## Kritiek
Sceptici vonden de christelijke bewijzen van de tijdens de Lakeland Revival geuite 'distant healing' te mager en getuigden van een gebrek aan wetenschappelijk inzicht. Bij distant healing wordt de lichamelijke en emotionele toestand van anderen op afstand beïnvloed. Het gaat volgens deze zienswijze vooral om de verwachtingen van patiënten en de persoonlijke aandacht die ze van gebedsgenezers ontvangen. Godsdienstwetenschapper Joke van Saane zegt dat er als er sprake is van genezingen, het vooral om vage, psychische aandoeningen gaat.
Ook onder christenen was de kritiek op de Lakeland Revival hevig te noemen. Meerdere christenen spraken niet over een opwekking, maar over genezingscampagnes. Veel Nederlandse christenen wilden niet met de Lakeland Revival en Bentley worden geassocieerd. Mensen die over de wonderen getuigden werden door andere gelovigen als 'slechte christenen' gezien. De opwekking heeft dan ook voor veel onrust gezorgd in de protestant-charismatische kringen.
De opwekking in Lakeland ging in feite als een nachtkaars uit. De evangelist Bentley bleek een relatie te hebben met een vrouwelijk staflid (met wie hij later trouwde) en de 'protestantse heilige' viel voor velen van zijn voetstuk.